# María Lourdes Casanovas Cladellas
Maria Lourdes Casanovas Cladellas (Sabadell, 1934) es una geóloga y paleontóloga española.
Se licenció en Ciencias Geológicas 1970 en la Universidad de Barcelona. y estudió con el paleontólogo sabadellense Miquel Crusafont, obteniendo el doctorado por la misma universidad en 1975. Fue profesora de Paleontología en la Universidad de Barcelona de 1974 a 1978 e investigadora en el Instituto Catalán de Paleontología Miquel Crusafont.
Su campo de investigación científica son los mamíferos del Terciario inferior (Eoceno). Junto con su marido –el también paleontólogo Josep Vicenç Santafé–, introdujo el estudio de las huellas de dinosaurios y otros vertebrados fósiles (paleoicnología) en España. Ha estudiado los dinosaurios de la península ibérica. En el campo de la divulgación, ha publicado varios artículos, la mayoría firmados con Santafé.
Junto con Santafé ha publicado, entre otros, los libros Geología y paleontología de las capas rojas de Morella (1982), Morella y su fauna fósil (1988), El món dels dinosaures (1990) y Dinosaurios de la Comunidad Valenciana (1992).
Entre otros taxones, es coautora de Aragosaurus, un género de dinosaurios del Cretácico inferior.